# Lambula hypolius
Lambula hypolius là một loài bướm đêm thuộc phân họ Arctiinae, họ Erebidae.